# Résolution 147 du Conseil de sécurité des Nations unies
Membres permanents
- Chine (Taïwan)
- États-Unis
- France
- Royaume-Uni
- URSS

Membres non permanents
- Argentine
- Sri Lanka
- Équateur
- Italie
- Pologne
- Tunisie

Résolution no 146 Résolution no 148
La Résolution 147 est une résolution du Conseil de sécurité de l'ONU votée le 23 août 1960 concernant la République du Dahomey (actuel Bénin) et qui recommande à l'Assemblée générale des Nations unies d'admettre ce pays comme nouveau membre.

## Contexte historique
Après la Première Guerre mondiale, la scolarisation prend beaucoup d'importance, notamment grâce aux missions religieuses, et se développe surtout dans le sud qui deviendra un des principaux foyers politiques et intellectuels de l'AOF. C'est à cette époque que furent fondés de nombreux partis politiques, tandis que se développait une presse d'opposition au système colonial. Rallié à la France libre durant la Seconde Guerre mondiale, le Dahomey devint un État autonome au sein de la Communauté française en 1958. Le pays accéda à l'indépendance le 1er août 1960 et entra, le mois suivant, aux Nations unies, sous le nom de République du Dahomey. (issu de l'article Bénin).
À la suite de cette résolution ce pays est admis à l'ONU le 20 septembre 1960 ,

## Texte
- Résolution 147 Sur fr.wikisource.org
- Résolution 147 Sur en.wikisource.org